# Schwarzfahrer
Schwarzfahrer é um filme de drama em curta-metragem alemão de 1992 dirigido e escrito por Pepe Danquart. Venceu o Oscar de melhor curta-metragem em live action na edição de 1993.

## Elenco
- Senta Moira
- Paul Outlaw
- Stefan Merki
- Klaus Tilsner